# بيت غيلان (أفلح اليمن)

تعديل مصدري - تعديل

بيت غيلان هي إحدى قرى عزلة الجوان والقطابية بمديرية أفلح اليمن التابعة لمحافظة حجة، بلغ تعداد سكانها 196 نسمة حسب تعداد اليمن لعام 2004.